# Храм Святой Кириакии (Апирантос)
Храм Святой Кириакии (греч. Ναός Αγίας Κυριακής) — греческий православный храм, расположенный у села Апирантос на острове Наксос.
Один из 11 храмов Наксоса эпохи иконоборчества и один из самых важных византийских храмов этого острова.

## История
Храм Святой Кириакии расположен в местности Каллони, в трёх километрах от села Апирантос.
Строительство церкви датируется IX веком. Церковь является ценным свидетельством эпохи иконоборчества, теологического и политического столкновения, в отношении почитания икон, потрясшего Византийскую империю в VIII и IX веках. Будучи построена в эпоху иконоборчества, росписи церкви являются характерным образцом церковной живописи той эпохи. Росписи включают в себя кресты, геометрические и растительные темы, а также уникальные росписи птиц. Часть искусствоведов находит в изображении птиц с лентами на шее персидское сасанидское влияние.
Согласно иконографическим критериям, церковь датируется эпохой императора Феофила (829—842), когда по его приказу удалялись из церквей священные изображения и вместо них стены расписывались зверями и птицами. Сохраняется также значительно более поздняя фаза росписи XIII века, представленная в часовне изображением молитвы. К этой же эпохе относится каменный иконостас.

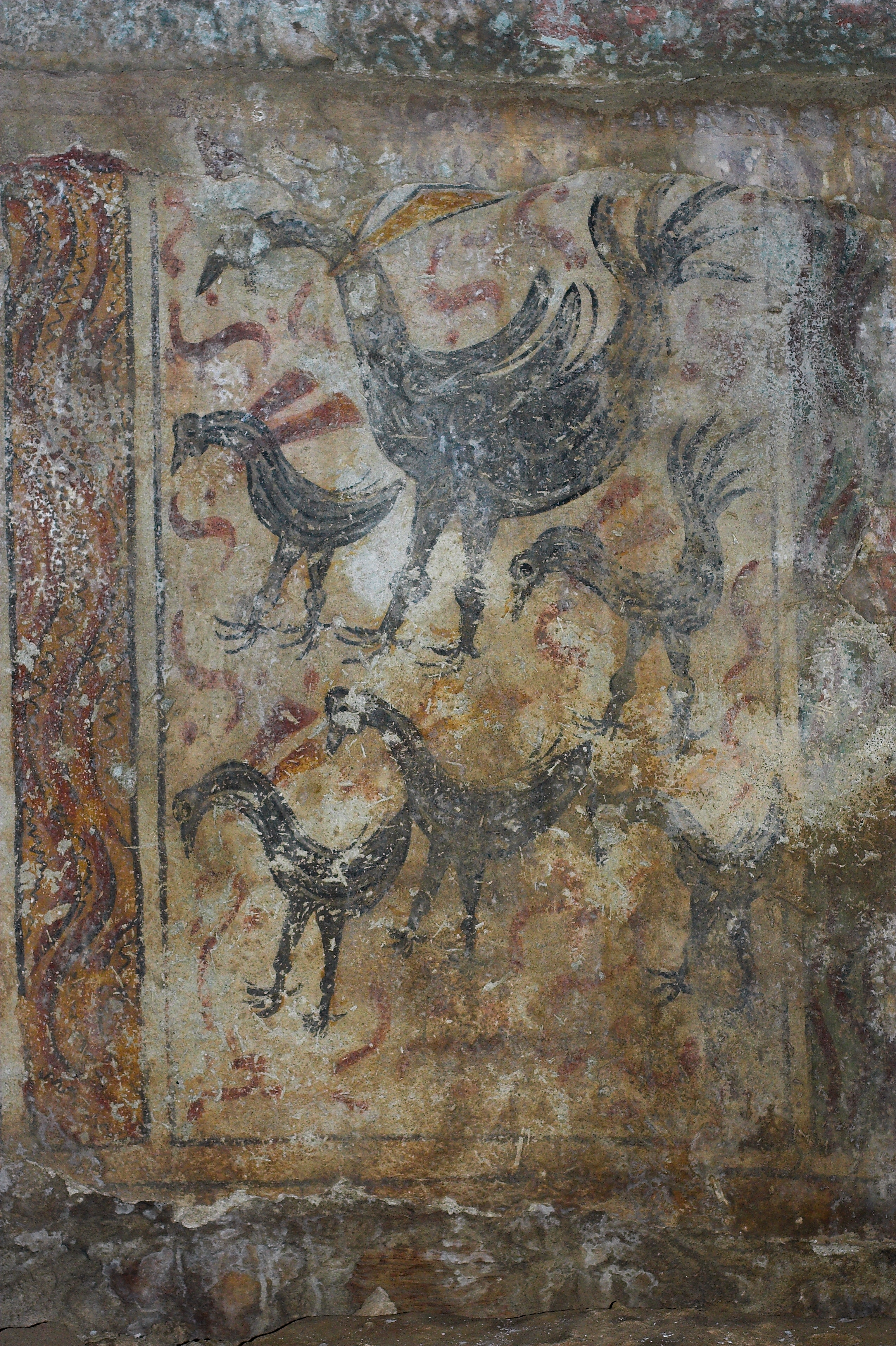
Фрески храма Святой Кириакии
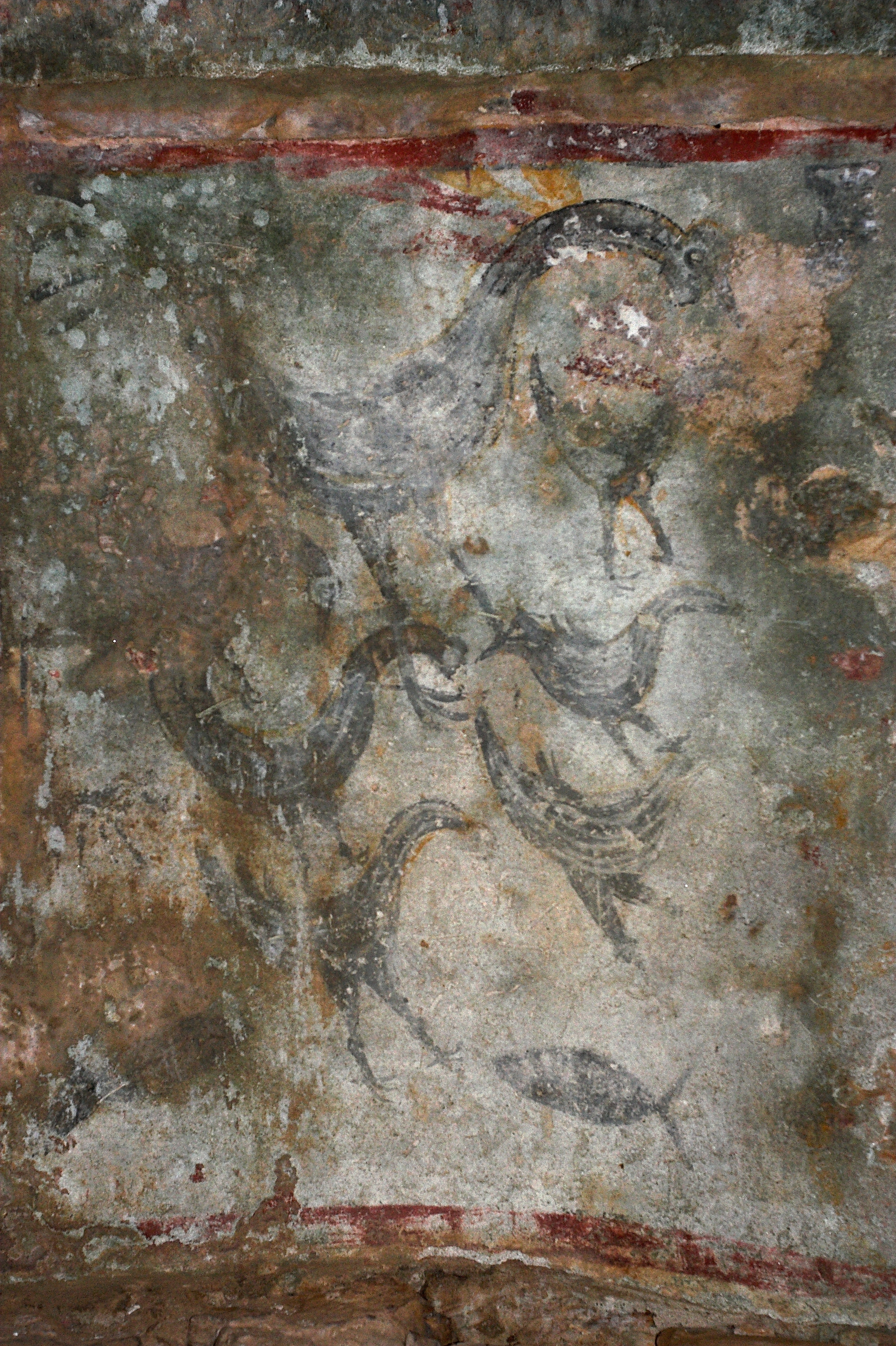
Фрески храма Святой Кириакии

## Современное состояние
Попытка сохранения церкви как уникального памятника началась в 1993 году обществами J.-G. Eynard (Эйнар, Жан Габриэль) из Женевы и обществом греко-швейцарской дружбы (Amitiés gréco-suisses) из Лозанны, которые предприняли первые шаги для финансирования реставрации памятника.
Инициатива была продолжена в 2005 году швейцарской Ассоциацией Агиа Кирьяки (Association Hagia Kyriaki, Naxos), которая в тесном сотрудничестве с Советом архитектурного наследства Греческого общества окружающей среды и культуры, существенным образом повлияла на привлечение финансов для целей реставрации.
Многолетние попытки этих двух обществ оказались успешными и в период 2013-13 были произведены работы по статическому обеспечению и водонепроницаемости, под наблюдением 2-й Эфории Византийских древностей.
В период 2015—2016, Эфория древностей Кикладских островов реставрировала уникальные росписи храма, используя финансы министерства культуры и этих двух обществ.
Вклад в финансирование реставрационных работ внесли также Фонд Костопулоса (Ίδρυμα Ι. Φ. Κωστοπούλου), Фонд Левендиса (Ιδρύμα Α. Γ. Λεβέντη), и Марина и Афанасий Мартинос.
Работы продолжаются, также как и сбор финансов для их продолжения.